# Matías Laba
Matías Alejandro Laba (Villa Raffo, 11 dicembre 1991) è un calciatore argentino, centrocampista del Def. de Belgrano.

## Carriera

### Club
Ha esordito nel 2010 durante la partita disputatasi tra Argentinos Juniors e Vélez Sársfield (finita 1-1).

### Nazionale
Nel 2011 viene convocato nell'Under-20 per prendere parte al campionato mondiale di calcio Under-20.

## Palmarès

### Club

#### Competizioni nazionali
- Campionato argentino: 1

Argentinos Juniors: Clausura 2010
- Canadian Championship: 1

Vancouver Whitecaps: 2015